# Tim Miller
Pour les articles homonymes, voir Miller.
Timothy Miller, dit Tim Miller, né le 10 octobre 1964 à Pasadena (Californie), est un réalisateur, scénariste et créateur d'effets spéciaux américain. Nommé pour l'Oscar du meilleur court métrage d'animation en 2005 pour Gopher Broke, il est connu pour être le réalisateur des films Deadpool (2016) et Terminator: Dark Fate (2019).

## Filmographie
Sauf indication contraire, les informations mentionnées dans cette section peuvent être confirmées par la base de données cinématographiques IMDb,  présente dans la section « Liens externes ».

### Réalisateur
- 2002 : Aunt Luisa (court métrage)
- 2003 : Rockfish (court métrage)
- 2016 : Deadpool
- 2019-2022 : Love, Death and Robots (série TV d'animation) - 3 épisodes
- 2019 : Terminator: Dark Fate
- 2024 : Secret Level (série TV d'animation)

### Scénariste
- 2002 : Aunt Luisa (court métrage)
- 2003 : Rockfish (court métrage)
- 2004 : Gopher Broke (court métrage) de Jeff Fowler
- 2004 : In the Rough (court métrage) de Paul Taylor
- 2006 : A Gentlemen's Duel (court métrage) de Sean McNally et Francisco Ruiz Velasco
- 2019 : Terminator: Dark Fate (histoire)

### Effets spéciaux
- 1995 : Souvenirs de l'au-delà
- 2003 : Rockfish
- 2007 : Hellgate: London (jeu vidéo)
- 2010 : Mass Effect 2 (jeu vidéo)
- 2011 : Star Wars: The Old Republic (jeu vidéo)

### Producteur ou producteur délégué
- 2004 : Gopher Broke (court métrage) de Jeff Fowler
- 2004 : In the Rough (court métrage) de Paul Taylor
- 2006 : A Gentlemen's Duel (court métrage) de Sean McNally et Francisco Ruiz Velasco
- 2019 - : Love, Death & Robots (série)
- 2020 : Sonic, le film (Sonic the Hedgehog) de Jeff Fowler
- 2022 : Sonic 2, le film (Sonic the Hedgehog 2) de Jeff Fowler
- 2024 : Sonic 3, le film (Sonic the Hedgehog 3) de Jeff Fowler

### Diverses équipes
- 2010 : Scott Pilgrim (séquence Ninja Ninja)
- 2011 : Millénium : Les Hommes qui n'aimaient pas les femmes (générique d'ouverture)
- 2013 : Thor : Le Monde des ténèbres (séquence d'ouverture)
- 2024 : Borderlands d'Eli Roth (réalisateur des reshoots uniquement)